# Joris Verhaegen
Joris Jan-Baptist Verhaegen (Hulshout, 3 mei 1921 - Leuven, 25 augustus 1981) was een Belgisch syndicalist en politicus voor de CVP.

## Levensloop
Verhaegen trouwde in mei 1945 en had verschillende kinderen, onder wie de politicus Mark Verhaegen. Hij studeerde voor maatschappelijk assistent en werd actief in de christelijke arbeidersbeweging. Hij werd bediende bij verscheidene syndicale organisaties.
Zijn christendemocratisch engagement bracht hem tot activiteiten in de CVP. In 1953 werd hij verkozen tot gemeenteraadslid in Hulshout en werd onmiddellijk benoemd tot burgemeester, een functie die hij tot aan zijn dood onafgebroken uitoefende. Hij volgde in deze hoedanigheid P.F. Brughmans op. In 1961 werd hij ook verkozen tot provincieraadslid voor het district Herentals, wat hij bleef tot in 1965. Van 1966 tot 1968 was hij kabinetsmedewerker bij minister Jos De Saeger.
Van 1968 tot aan zijn dood in 1981 zetelde hij als rechtstreeks gekozen senator voor het kiesarrondissement Mechelen-Turnhout. Tevens zetelde hij van 1973 tot 1974 en van 1977 tot 1981 in het Europees Parlement. In de periode december 1971-oktober 1980 zetelde hij als gevolg van het toen bestaande dubbelmandaat ook in de Cultuurraad voor de Nederlandse Cultuurgemeenschap, die op 7 december 1971 werd geïnstalleerd. Vanaf 21 oktober 1980 tot aan zijn overlijden op 25 augustus 1981 was hij tevens korte tijd lid van de Vlaamse Raad, de opvolger van de Cultuurraad en de voorloper van het huidige Vlaams Parlement.
Een sportpark in Hulshout werd naar hem genoemd.